# Барановичский завод автоматических линий
ОАО «Бара́новичский завод автоматических линий» (ОАО «БЗАЛ»; бел. ААТ «Баранавіцкі завод аўтаматычных ліній») — белорусское станкостроительное и машиностроительное предприятие, расположенное в городе Барановичи Брестской области.

## История
Завод был основан в 1971 году, первая продукция была выпущена в 1974 году. В 1976—1980 годах на заводе были введены в эксплуатацию мощности по производству сборных металлоконструкций и чугунного литья. Первоначально завод выпускал агрегатные станки, с 1977 года освоил производство автоматических линий. Первоначально завод был филиалом Минского завода автоматических линий, до 1976 года входил в состав Главного управления по производству автоматических линий и универсальных станков, в 1976—1986 годах — во Всесоюзное промышленное объединение по производству автоматических линий и агрегатных станков, в 1986—1988 годах подчинялся Главному управлению по производству специальных станков и автоматических линий Министерства станкостроительной и инструментальной промышленности СССР. В 1988 году завод стал головным предприятием Барановичского производственного объединения по выпуску автоматических линий и специальных станков в составе НПО «Станколиния». В 1991 году завод перешёл в подчинение Государственного комитета Республики Беларусь по промышленности и межотраслевым производствам (с 1994 года — Министерство промышленности Республики Беларусь). В 2000 году завод был преобразован в республиканское унитарное предприятие, в 2001 году передан Белорусской железной дороге.

## Современное состояние
Завод проектирует и производит автоматические линии для механической обработки различных деталей и обрабатывающие центры. Предприятие выпускает станочные узлы, рамы, шкворневые балки, редукторы для трамваев АКСМ-60102, замочные изделия, а также более 400 наименований нестандартного оборудования для нужд Белорусской железной дороги.